# Hammersmith Odeon London '75
Hammersmith Odeon London '75 es cuarto álbum en directo del músico estadounidense Bruce Springsteen junto a la E Street Band, publicado por la compañía discográfica Columbia Records en febrero de 2006. El álbum recoge el concierto que el grupo ofreció el 18 de noviembre de 1975 en el Hammersmith Odeon de Londres durante la gira de promoción de Born to Run.
El concierto fue parte de la campaña que Columbia Records llevó a cabo en su momento para promocionar a Springsteen en el Reino Unido y Europa tras el éxito de Born to Run en los Estados Unidos. La larga cantidad de publicidad que acompañó a los conciertos, especialmente el de Londres, causó una mala reacción en Springsteen, que arrancó todos los pósteres promocionales en los que se leía: «Finally London is ready for Bruce Springsteen & The E Street Band». Este concierto supuso el debut de Springsteen en Europa, que ofreció una pequeña gira con conciertos en Estocolmo y Ámsterdam, así como una segunda fecha en el Hammersmith Odeon el 24 de noviembre.
En las notas que acompañan al álbum, Springsteen escribió que después de que el concierto fuera grabado, «no le presté atención. Nunca lo miré... durante treinta años». Después de la gira de The Rising, ideó la publicación de un DVD sobre sus primeros años de carrera musical, de los cuales existen pocos lanzamientos oficiales. Tras encontrar la película, las dos horas y media de largometraje fueron unidas de películas de 32 y 16 mm, y fueron digitalmente restauradas en un proceso laborioso que llevó al editor Thom Zimny a tardar un año en completar el proyecto.
El álbum debutó en el puesto 93 de la lista estadounidense Billboard 200 la semana del 18 de marzo de 2006 con aproximadamente 12 000 copias vendidas.

## Lista de canciones
| Disco uno | |          |  |
| N.º       | Título | Duración |  |
| 1.        | «Thunder Road» | 5:51     |  |
| 2.        | «Tenth Avenue Freeze-Out»                                                                                             | 3:51     |  |
| 3.        | «Spirit in the Night» (Incluye porción de «The Moon Was Yellow (And The Night Was Young)» (Fred Ahlert/Edgar Leslie)) | 7:36     |  |
| 4.        | «Lost in the Flood»                                                                                                   | 6:16     |  |
| 5.        | «She's the One» | 5:24     |  |
| 6.        | «Born to Run» | 4:17     |  |
| 7.        | «The E Street Shuffle» (Incluye porción de «Having a Party» (Sam Cooke))                                              | 12:52    |  |
| 8.        | «It's Hard to Be a Saint in the City»                                                                                 | 5:30     |  |
| 9.        | «Backstreets» | 7.23     |  |

| Disco dos | |          |  |
| N.º       | Título | Duración |  |
| 1.        | «Kitty's Back» (Incluye porción de «Moondance» (Van Morrison))                                                       | 17.15    |  |
| 2.        | «Jungleland» | 9:36     |  |
| 3.        | «Rosalita (Come Out Tonight)» (Incluye porción de «Come a Little Bit Closer» (Tommy Boyce, Bobby Hart, Wes Ferrell)) | 9:52     |  |
| 4.        | «4th of July, Asbury Park (Sandy)»                                                                                   | 7:04     |  |
| 5.        | «Detroit Medley» | 7:03     |  |
| 6.        | «For You» | 8:27     |  |
| 7.        | «Quarter to Three»                                                                                                   | 6:45     |  |